# Tellina nuculoides
Tellina nuculoides är en musselart som först beskrevs av Reeve 1854.  Tellina nuculoides ingår i släktet Tellina och familjen Tellinidae. Inga underarter finns listade i Catalogue of Life.